# Cortes de Dedekind
Em matemática, cortes de Dedekind, nome em homenagem a Richard Dedekind, são subconjuntos especiais do corpo ordenado {\displaystyle \mathbb {Q} }, os números racionais, que são usados para construir um corpo ordenado completo arquimediano.
Um subconjunto {\displaystyle A\subset \mathbb {Q} } é um corte se satisfaz as seguintes propriedades:
1. {\displaystyle \emptyset \not =A\not =\mathbb {Q} };
2. Se {\displaystyle p\in A} e {\displaystyle q\in \mathbb {Q} } é tal que {\displaystyle q<p}, então temos que {\displaystyle q\in A};
3. Se {\displaystyle p\in A}, então {\displaystyle \exists \ q\in A}, com {\displaystyle p<q}.

Intuitivamente um corte é uma semirreta racional que não tem maior elemento.

## Exemplos de cortes
- O conjunto dos números racionais menores que 2;
- O conjunto dos números racionais cujos quadrados são menores que dois, unidos com todos os números racionais negativos, ou seja, {\displaystyle A=\{q\in \mathbb {Q} \mid q^{2}<2\}\cup \{q\in \mathbb {Q} \mid q\leqslant 0\}}.

## Definição das Operações
Considerando D o conjunto de todos os cortes, podemos definir uma ordem, uma soma e uma multiplicação de elementos de D, de forma com que D seja um corpo ordenado com a propriedade arquimediana, e finalmente, D, definido dessa forma satisfaz o Postulado de Dedekind, ou seja, D é um corpo completo.

## Soma
Queremos definir a função soma {\displaystyle +:D\times D\rightarrow D}, que leva um par (A,B) em um elemento A+B de D. Definimos {\displaystyle A+B:=\{x+y\in \mathbb {Q} \mid x\in A\land y\in B\}}. Pode-se provar que o conjunto A+B assim definido é um corte e que a função soma tem as propriedades associativa, comutativa, tem elemento neutro e que todos os cortes tem um oposto aditivo. Desta forma (D, +) é um grupo abeliano.